# Jun Ichimori
Jun Ichimori (一森 純?, Ichimori Jun; Izumisano, 2 luglio 1991) è un calciatore giapponese, portiere del Gamba Osaka.

## Carriera

### Club

#### Inizi, Renofa Yamaguchi e Fagiano Okayama
Cresciuto calcisticamente nel settore giovanile del Cerezo Osaka insieme a giocatori come Takahiro Ōgihara e Ryō Nagai, nel 2011 si unisce alla Kwansei Gakuin University Soccer Club. Nel febbraio 2014 si trasferisce al Renofa Yamaguchi, club militante nella Japan Football League, lega giapponese di quarto livello; in tre stagioni contribuisce a due promozioni, che portano la squadra di Yamaguchi dalla quarta alla seconda divisione. Il 6 gennaio 2017 viene acquistato dal Fagiano Okayama, con cui in tre anni ha collezionato 90 presenze in J2 League ottenendo la titolarità fra i pali al posto di Masatoshi Kushibiki.

#### Gamba Osaka e prestito agli Yokohama F·Marinos
Il 4 gennaio 2020 viene ingaggiato dal Gamba Osaka, squadra di J1 League. Nel club nerazzurro non riesce a trovare spazio in campo, in quanto ostacolato dal portiere titolare Masaaki Higashiguchi e dal suo sostituto Kei Ishikawa, facendo il suo esordio nella massima divisione nipponica solamente il 2 aprile 2022, nella partita casalinga vinta 3-1 contro il Nagoya Grampus. Dopo aver fatto dieci presenze con la seconda squadra del Gamba Osaka, gioca altre otto partite di campionato, incidendo spesso sul risultato per via delle sue numerose parate decisive; infatti, il successivo 4 maggio Ichimori è risultato essere il portiere con la percentuale di salvataggi più alta della J1 League (81,3%, compiendo 26 parate su 32 tiri in porta).
Il 21 febbraio 2023 viene preso in prestito per un anno dagli Yokohama F·Marinos per rimpiazzare Yōhei Takaoka che è partito per gli Stati Uniti. Debutta con i neocampioni della J1 League il seguente 3 marzo, nella sfida della terza giornata pareggiata per 1-1 contro il Sanfrecce Hiroshima. L’8 luglio 2023, nella partita di campionato contro il Nagoya Grampus (2-2), realizza direttamente dalla propria area di rigore un assist al suo compagno di squadra Élber che segna il momentaneo 1-1.

## Statistiche

### Presenze e reti nei club
Statistiche aggiornate all'8 dicembre 2024.
| Stagione                | Club                    | Campionato              | Campionato | Campionato | Coppe nazionali | Coppe nazionali | Coppe nazionali | Coppe continentali | Coppe continentali | Coppe continentali | Supercoppe | Supercoppe | Supercoppe | Totale | Totale |
| Stagione                | Club                    | Comp                    | Pres       | Reti       | Comp            | Pres            | Reti            | Comp               | Pres               | Reti               | Comp       | Pres       | Reti       | Pres   | Reti   |
| ----------------------- | ----------------------- | ----------------------- | ---------- | ---------- | --------------- | --------------- | --------------- | ------------------ | ------------------ | ------------------ | ---------- | ---------- | ---------- | ------ | ------ |
| 2014                    | Renofa Yamaguchi        | JFL                     | 26         | -27        | -               | -               | -               | -                  | -                  | -                  | -          | -          | -          | 26     | -27    |
| 2015                    | Renofa Yamaguchi        | J3                      | 36         | -36        | CG              | 0               | 0               | -                  | -                  | -                  | -          | -          | -          | 36     | -36    |
| 2016                    | Renofa Yamaguchi        | J2                      | 30         | -44        | CG              | 2               | -3              | -                  | -                  | -                  | -          | -          | -          | 32     | -47    |
| Totale Renofa Yamaguchi | Totale Renofa Yamaguchi | Totale Renofa Yamaguchi | 92         | -107       |                 | 2               | -3              |                    | -                  | -                  |            | -          | -          | 94     | -110   |
| 2017                    | Fagiano Okayama         | J2                      | 36         | -41        | CG              | 0               | 0               | -                  | -                  | -                  | -          | -          | -          | 36     | -41    |
| 2018                    | Fagiano Okayama         | J2                      | 20         | -18        | CG              | 0               | 0               | -                  | -                  | -                  | -          | -          | -          | 20     | -18    |
| 2019                    | Fagiano Okayama         | J2                      | 34         | -36        | CG              | 0               | 0               | -                  | -                  | -                  | -          | -          | -          | 34     | -36    |
| Totale Fagiano Okayama  | Totale Fagiano Okayama  | Totale Fagiano Okayama  | 90         | -95        |                 | 0               | 0               |                    | -                  | -                  |            | -          | -          | 90     | -95    |
| 2020                    | Gamba Osaka             | J1                      | 0          | 0          | CG+CdL          | 0               | 0               | -                  | -                  | -                  | -          | -          | -          | 0      | 0      |
| 2020                    | Gamba Osaka U-23        | J3                      | 10         | -13        | -               | -               | -               | -                  | -                  | -                  | -          | -          | -          | 10     | -13    |
| 2021                    | Gamba Osaka             | J1                      | 0          | 0          | CG+CdL          | 0               | 0               | ACL                | 0                  | 0                  | SJ         | 0          | 0          | 0      | 0      |
| 2022                    | Gamba Osaka             | J1                      | 9          | -9         | CG+CdL          | 0+2             | 0 + -4          | -                  | -                  | -                  | -          | -          | -          | 11     | -13    |
| 2023                    | Yokohama F·Marinos      | J1                      | 27         | -31        | CG+CdL          | 0+7             | 0 + -6          | ACL                | 5                  | -6                 | -          | -          | -          | 39     | -43    |
| 2024                    | Gamba Osaka             | J1                      | 38         | -35        | CG+CdL          | 5+1             | -7 + -2         | -                  | -                  | -                  | -          | -          | -          | 44     | -44    |
| Totale Gamba Osaka      | Totale Gamba Osaka      | Totale Gamba Osaka      | 47         | -44        |                 | 8               | -13             |                    | 0                  | 0                  |            | 0          | 0          | 55     | -57    |
| Totale carriera         | Totale carriera         | Totale carriera         | 266        | -290       |                 | 17              | -22             |                    | 5                  | -6                 |            | 0          | 0          | 288    | -318   |

## Palmarès

### Club

#### Competizioni nazionali
- J3 League: 1

Renofa Yamaguchi: 2015

### Individuale
- Squadra della Japan Football League: 1

2014